# UAO-DLR Asteroid Survey
UAO-DLR Asteroid Survey (UDAS), ook bekend als de Uppsala-DLR Asteroid Survey, is een project om kometen, planetoïden en dan vooral aardscheerders te vinden. Het project werkt samen met andere globale projecten voor het vinden van aardscheerders, opgezet door de Working Group on Near-Earth Objects (WGNEO) van de International Astronomical Union (IAU), en de Spaceguard Foundation. Het kan gezien worden als een opvolger van ODAS, een project dat werd stopgezet in verband met financiële redenen. Het moet verder niet verward worden met de Uppsala-DLR Trojan Survey (UDTS), die enkele jaren eerder is opgestart.
UDAS begon met observaties in september 1999, met enkele testruns in 1998. Ontdekkingen worden gerapporteerd via het Minor Planet Center. Tot 8 juli 2013 had het 244 planetoïden ontdekt.  
UAO staat voor Uppsala Astronomical Observatory. DLR staat voor Deutschen Zentrum für Luft- und Raumfahrt.